# Lost Lands
|  | Denne artikel er oprettet af botten PalnaBot ud fra en ekstern database. Den kan derfor have sproglige fejl eller mangler. Denne skabelon kan fjernes efter kontrol af indholdet. |

Lost Lands er en film instrueret af Jannie Møller, Betina Hansen.

## Handling
På øerne i Bangladesh' delta lever mange fattige fiskere og bønder på tilværelsens kant, bogstaveligt talt. Deres lave øer er skabt af flod og hav og bliver igen spist af flod og hav. Kan de i længden overleve her eller bliver de fortrængt til mere sikre områder på fastlandet, hvor befolkningen bor meget tæt?